# Saint-Sauveur (Haute-Garonne)
Pour les articles homonymes, voir Saint-Sauveur.
Saint-Sauveur est une commune française située dans le nord-est du département de la Haute-Garonne en région Occitanie.
Sur le plan historique et culturel, la commune est dans le Frontonnais, un pays entre Garonne et Tarn constitué d'une succession de terrasses caillouteuses qui ont donné naissance à de riches terroirs, réputés pour leus vins et leurs fruits. Exposée à un climat océanique altéré, elle est drainée par le Girou, l'Hers-Mort et par divers autres petits cours d'eau.
Saint-Sauveur est une commune urbaine qui compte 2 235 habitants en 2022, après avoir connu une forte hausse de la population depuis 1962. Elle est dans l'agglomération toulousaine et fait partie de l'aire d'attraction de Toulouse. Ses habitants sont appelés les Saint-Salvadoriens ou  Saint-Salvadoriennes.
Le patrimoine architectural de la commune comprend un immeuble protégé au titre des monuments historiques : l'église Saint-Sauveur de Saint-Sauveur, classée en 1992.

## Géographie

### Localisation
La commune de Saint-Sauveur se trouve dans le département de la Haute-Garonne, en région Occitanie.
Elle se situe à 17 km à vol d'oiseau de Toulouse, préfecture du département, et à 15 km de Villemur-sur-Tarn, bureau centralisateur du canton de Villemur-sur-Tarn dont dépend la commune depuis 2015 pour les élections départementales.
La commune fait en outre partie du bassin de vie de Toulouse.
Les communes les plus proches sont : 
Cépet (2,5 km), Saint-Jory (2,6 km), Bruguières (2,9 km), Villeneuve-lès-Bouloc (3,1 km), Bouloc (3,5 km), Gratentour (4,0 km), Lespinasse (4,7 km), Castelnau-d'Estrétefonds (5,0 km).
Sur le plan historique et culturel, Saint-Sauveur fait partie du Frontonnais, un pays entre Garonne et Tarn constitué d'une succession de terrasses caillouteuses qui ont donné naissance à de riches terroirs, réputés pour leurs vins et leurs fruits.
Saint-Sauveur est limitrophe de cinq autres communes.
Les communes limitrophes sont  Bruguières, Castelnau-d'Estrétefonds, Cépet, Saint-Jory et Villeneuve-lès-Bouloc.
| Castelnau-d'Estrétefonds | Villeneuve-lès-Bouloc |       |
| Saint-Jory               | Saint-Sauveur         | Cépet |
|                          | Bruguières            |       |

### Géologie et relief
La superficie de la commune est de 704 hectares ; son altitude varie de 112  à   175 mètres.

### Hydrographie

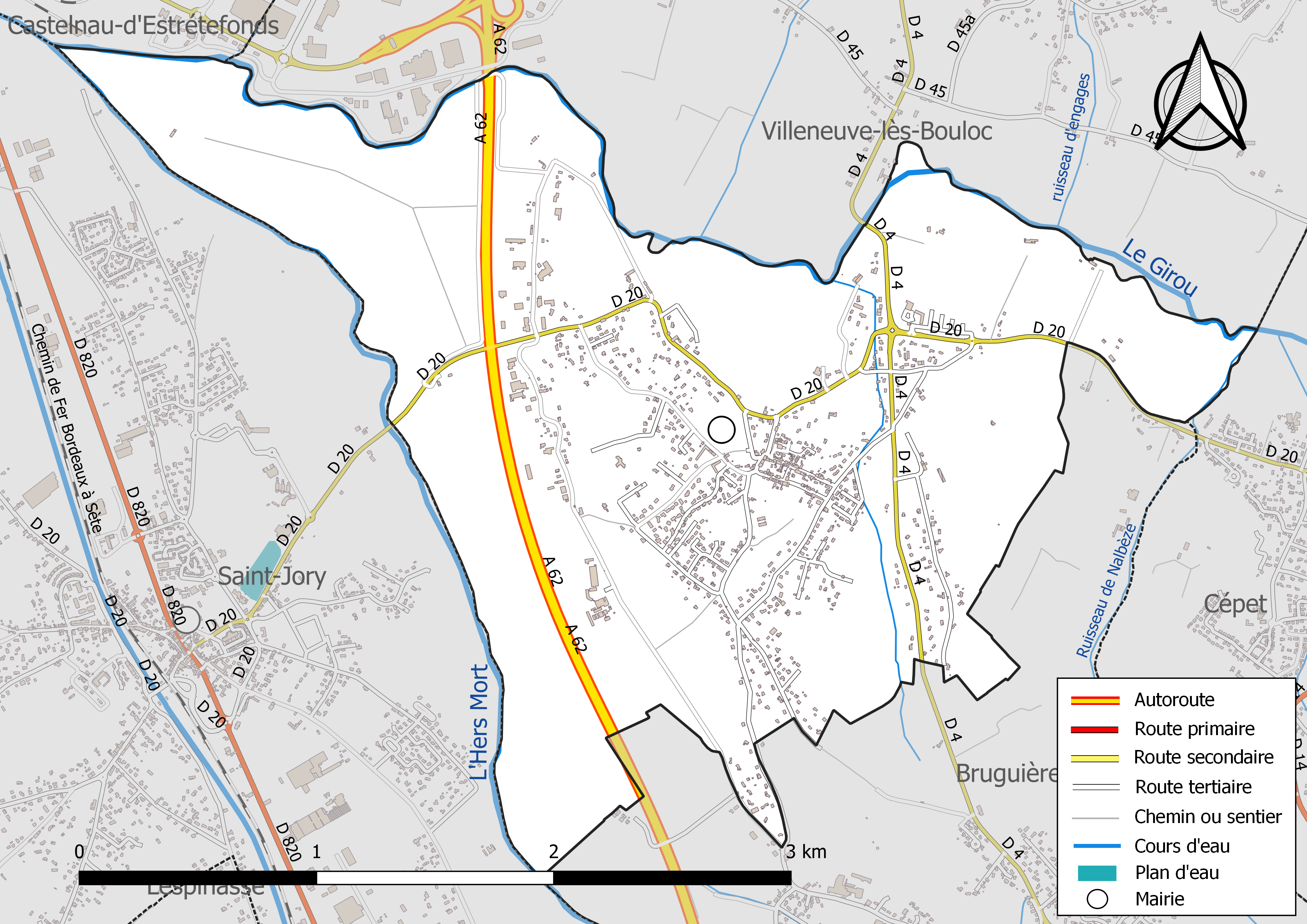
Réseaux hydrographique et routier de Saint-Sauveur.

La commune est dans le bassin de la Garonne, au sein du bassin hydrographique Adour-Garonne. Elle est drainée par le Girou, l'Hers-Mort, le ruisseau de Nalbèze et par deux petits cours d'eau, constituant un réseau hydrographique de 6 km de longueur totale,.
Le Girou, d'une longueur totale de 64,5 km, prend sa source dans la commune de Puylaurens (81) et s'écoule du sud-est vers le nord-ouest. Il traverse la commune et se jette dans l'Hers-Mort à Saint-Jory, après avoir traversé 31 communes.
L'Hers-Mort, d'une longueur totale de 89,3 km, prend sa source dans la commune de Laurac (11) et s'écoule du sud-est vers le nord-ouest. Il traverse la commune et se jette dans la Garonne à Grenade, après avoir traversé 40 communes.

### Climat
Pour des articles plus généraux, voir Climat de l'Occitanie et Climat de la Haute-Garonne.
En 2010, le climat de la commune est de type climat du Bassin du Sud-Ouest, selon une étude s'appuyant sur une série de données couvrant la période 1971-2000. En 2020, Météo-France publie une typologie des climats de la France métropolitaine dans laquelle la commune est exposée à un climat océanique altéré et est dans la région climatique Aquitaine, Gascogne, caractérisée par une pluviométrie abondante au printemps, modérée en automne, un faible ensoleillement au printemps, un été chaud (19,5 °C), des vents faibles, des brouillards fréquents en automne et en hiver et des orages fréquents en été (15 à 20 jours).
Pour la période 1971-2000, la température annuelle moyenne est de 13,1 °C, avec une amplitude thermique annuelle de 15,6 °C. Le cumul annuel moyen de précipitations est de 730 mm, avec 10,2 jours de précipitations en janvier et 5,7 jours en juillet. Pour la période 1991-2020, la température moyenne annuelle observée sur la station météorologique la plus proche, située sur la commune de Blagnac à 13 km à vol d'oiseau, est de 14,2 °C et le cumul annuel moyen de précipitations est de 627,0 mm,. Pour l'avenir, les paramètres climatiques de la commune estimés pour 2050 selon différents scénarios d’émission de gaz à effet de serre sont consultables sur un site dédié publié par Météo-France en novembre 2022.

### Milieux naturels et biodiversité
Aucun espace naturel présentant un intérêt patrimonial n'est recensé sur la commune dans l'inventaire national du patrimoine naturel,,.

## Urbanisme

### Typologie
Au 1er janvier 2024, Saint-Sauveur est catégorisée ceinture urbaine, selon la nouvelle grille communale de densité à sept niveaux définie par l'Insee en 2022.
Elle appartient à l'unité urbaine de Toulouse, une agglomération inter-départementale regroupant 81  communes, dont elle est une commune de la banlieue,,. Par ailleurs la commune fait partie de l'aire d'attraction de Toulouse, dont elle est une commune de la couronne,. Cette aire, qui regroupe 527 communes, est catégorisée dans les aires de 700 000 habitants ou plus (hors Paris),.

### Occupation des sols
L'occupation des sols de la commune, telle qu'elle ressort de la base de données européenne d’occupation biophysique des sols Corine Land Cover (CLC), est marquée par l'importance des territoires agricoles (68 % en 2018), en diminution par rapport à 1990 (89,1 %). La répartition détaillée en 2018 est la suivante : 
terres arables (56,6 %), zones urbanisées (21,8 %), zones agricoles hétérogènes (11,4 %), zones industrielles ou commerciales et réseaux de communication (7,2 %), forêts (3 %). L'évolution de l’occupation des sols de la commune et de ses infrastructures peut être observée sur les différentes représentations cartographiques du territoire : la carte de Cassini (XVIIIe siècle), la carte d'état-major (1820-1866) et les cartes ou photos aériennes de l'IGN pour la période actuelle (1950 à aujourd'hui).

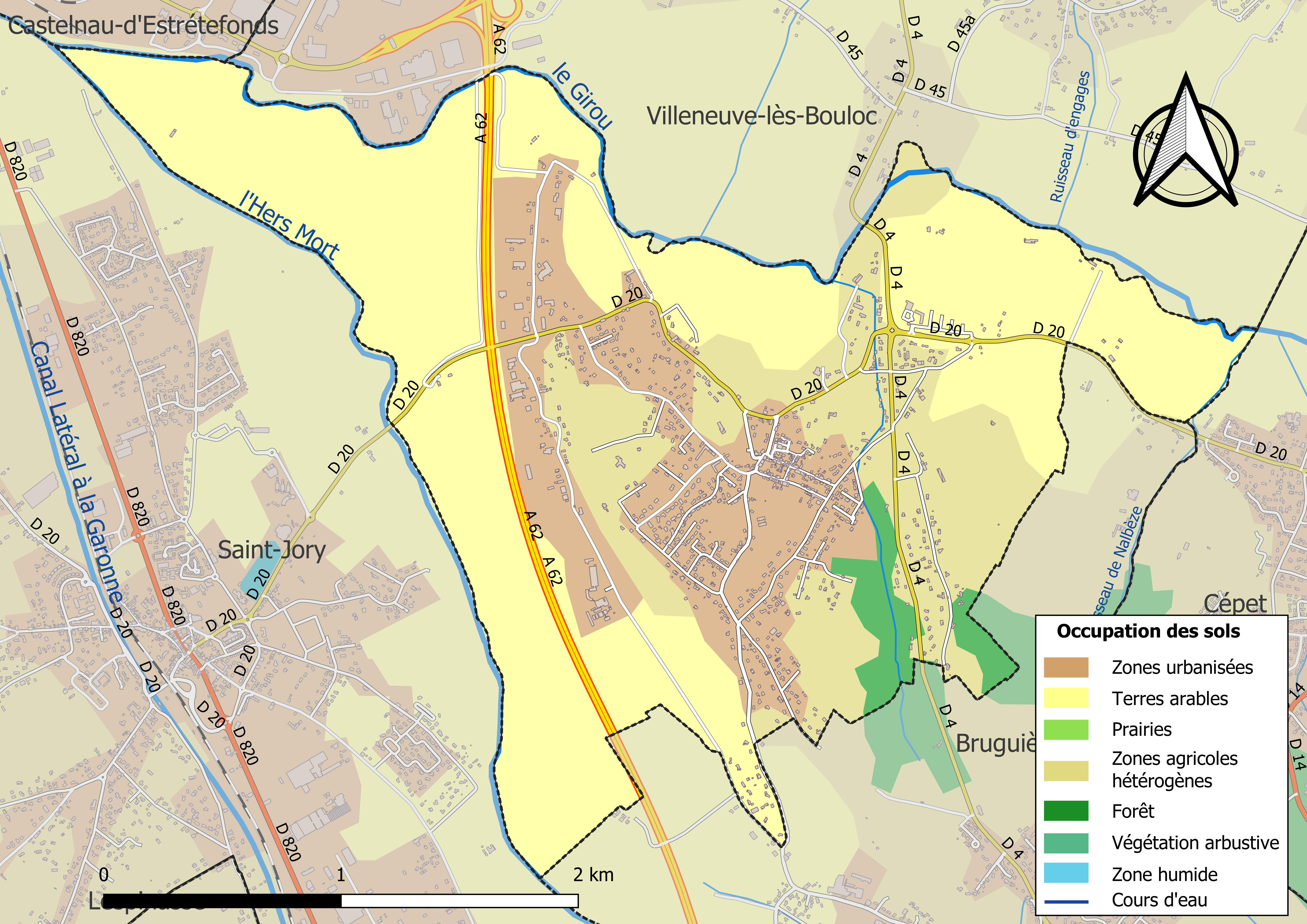
Carte des infrastructures et de l'occupation des sols de la commune en 2018 (CLC).

### Voies de communication et transports

#### Voies de communication
Accès par l'autoroute française A62 sortie  10.1 (Eurocentre) par l'ancienne route nationale 20.

#### Transports
La ligne 329 du réseau Arc-en-Ciel relie la commune à la station Borderouge du métro de Toulouse depuis Villeneuve-lès-Bouloc et la ligne 351 relie la commune à la gare routière de Toulouse depuis Villemur-sur-Tarn.

### Risques majeurs
Le territoire de la commune de Saint-Sauveur est vulnérable à différents aléas naturels : météorologiques (tempête, orage, neige, grand froid, canicule ou sécheresse), inondations, mouvements de terrains et séisme (sismicité très faible). Il est également exposé à un risque technologique, la rupture d'un barrage. Un site publié par le BRGM permet d'évaluer simplement et rapidement les risques d'un bien localisé soit par son adresse soit par le numéro de sa parcelle.

#### Risques naturels
Certaines parties du territoire communal sont susceptibles d’être affectées par le risque d’inondation par débordement de cours d'eau, notamment le Girou. La commune a été reconnue en état de catastrophe naturelle au titre des dommages causés par les inondations et coulées de boue survenues en 1982, 1999 et 2009,.

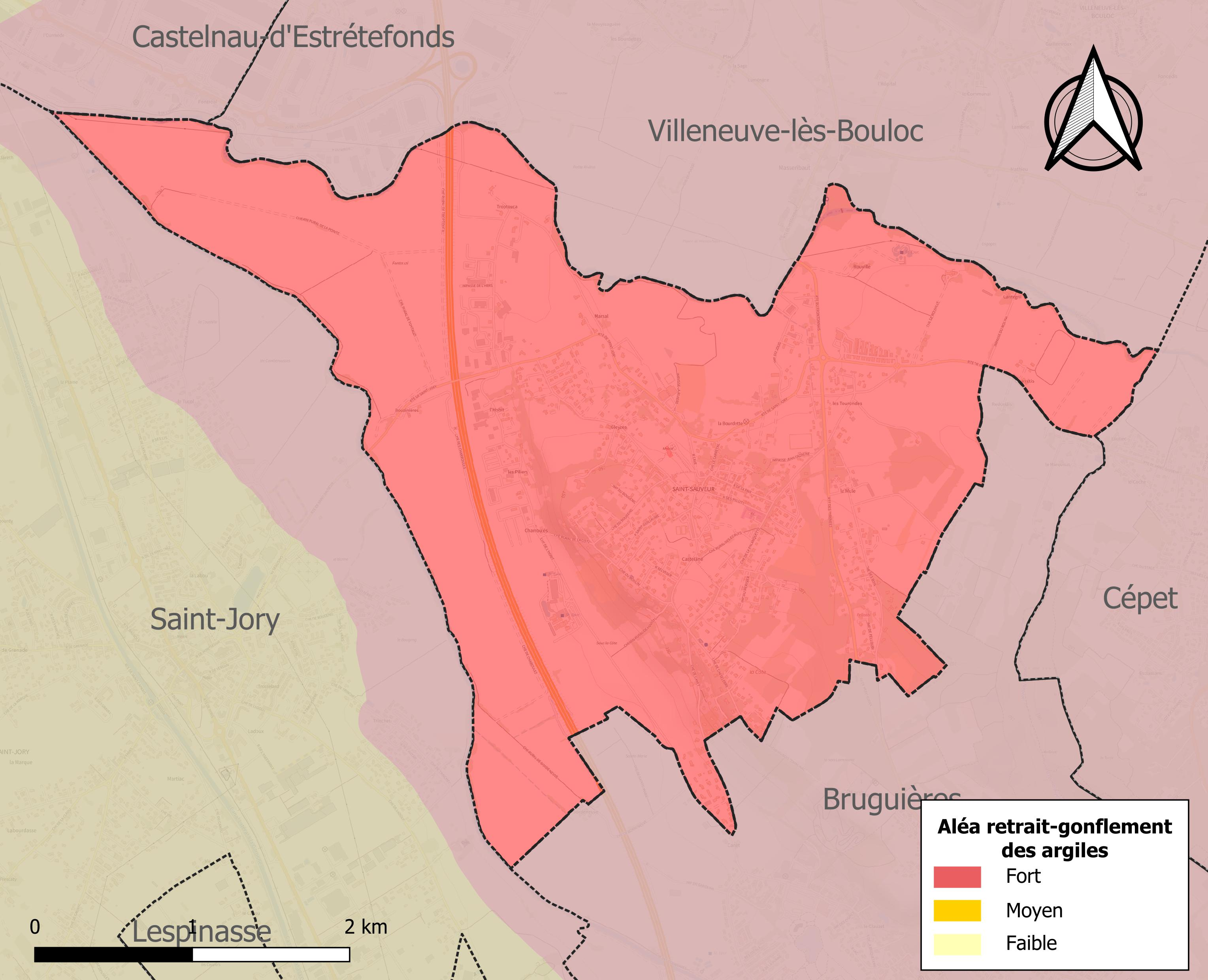
Carte des zones d'aléa retrait-gonflement des sols argileux de Saint-Sauveur.

La commune est vulnérable au risque de mouvements de terrains constitué principalement du retrait-gonflement des sols argileux. Cet aléa est susceptible d'engendrer des dommages importants aux bâtiments en cas d’alternance de périodes de sécheresse et de pluie. La totalité de la commune est en aléa moyen ou fort (88,8 % au niveau départemental et 48,5 % au niveau national). Sur les 647 bâtiments dénombrés sur la commune en 2019, 647 sont en aléa moyen ou fort, soit 100 %, à comparer aux 98 % au niveau départemental et 54 % au niveau national. Une cartographie de l'exposition du territoire national au retrait gonflement des sols argileux est disponible sur le site du BRGM,.
Par ailleurs, afin de mieux appréhender le risque d’affaissement de terrain, l'inventaire national des cavités souterraines permet de localiser celles situées sur la commune.
Concernant les mouvements de terrains, la commune a été reconnue en état de catastrophe naturelle au titre des dommages causés par la sécheresse en 1989, 1991, 1993, 2003, 2006, 2011, 2012, 2015, 2016, 2017 et 2020 et par des mouvements de terrain en 1999.

#### Risques technologiques
La commune est en outre située en aval du barrage de l'Estrade sur la Ganguise (département de l'Aude). À ce titre elle est susceptible d’être touchée par l’onde de submersion consécutive à la rupture de cet ouvrage.

## Histoire

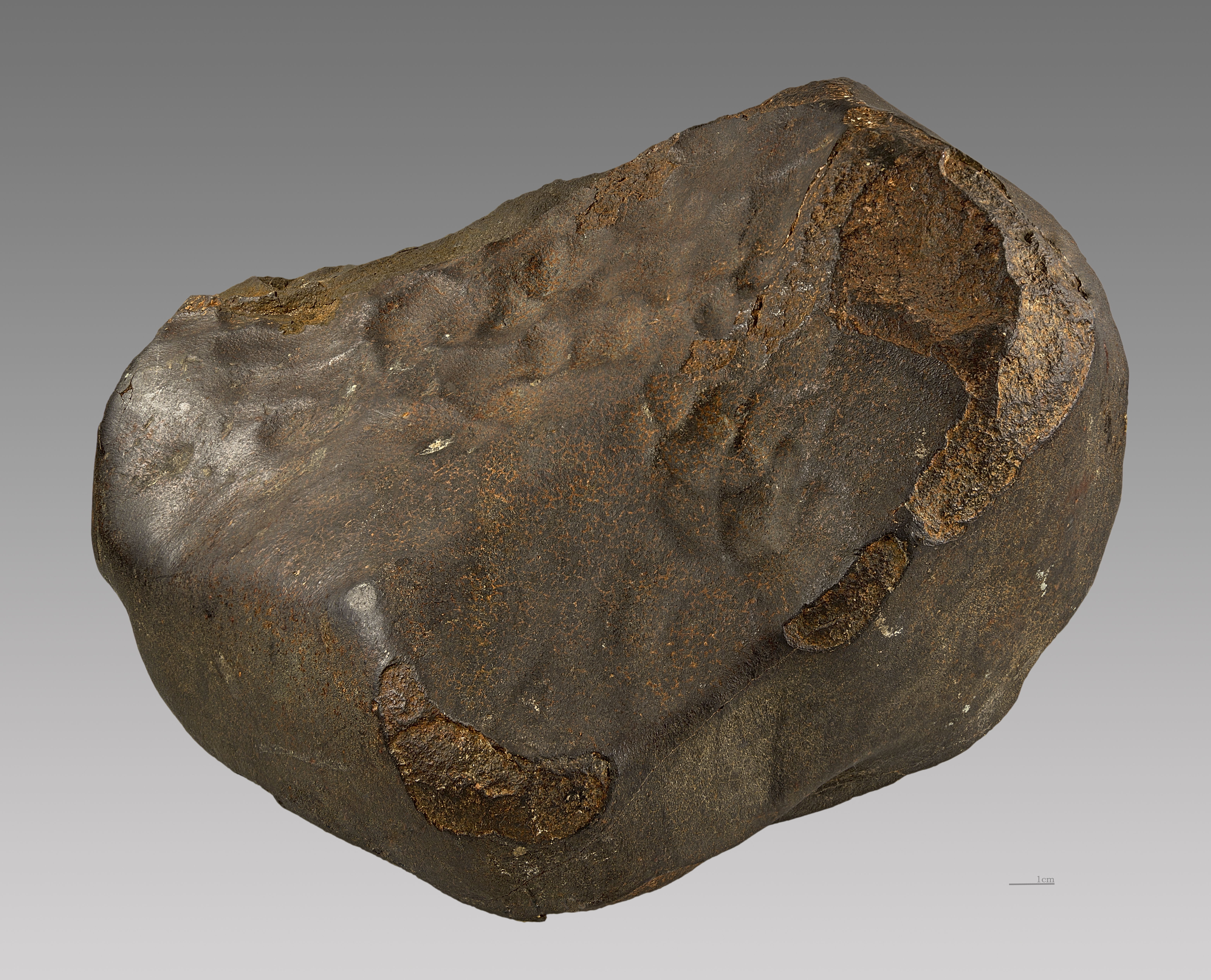
Chondrite EH5 dit de Saint-Sauveur – Muséum de Toulouse.

C’est en pleine période des guerres civiles que les seigneuries de Villaudric et de Saint-Sauveur s’allièrent entre elles, par le mariage de Gui de Babut de « San-Salbadou » avec demoiselle de Séguier de Villaudric, en 1605.
Soixante ans après, Guillaume Lacger de Babut. et ses trois fils Jacques, Pierre et François furent maintenus dans leur noblesse en vertu du capitoulat de leurs ancêtres, le 19 septembre 1669, par M. de Bezons, intendant de Languedoc. Les Babut, seigneurs de La Pointe, furent également maintenus dans leur noblesse par M. le Pelletier, intendant de Montauban, le 27 mai 1698 et, plus tard, par l’intendant Langeois, le 14 juin 1715.
Par la suite, Jean de Babut, ancien capitaine au régiment de l’Angoumois, dénombra ses fiefs le 14 juillet 1727, et Joseph de Babut, seigneur de Roqueserrière, en fit autant pour les siens devant les capitouls de Toulouse, le 26 août 1776.
Le registre de la confrérie de Saint-Guillaume fournit quelques détails sur cette famille seigneuriale. En 1616, Jacquette et Marguerite de Babut sont enrôlées dans la « confrérie de Saint-Guillaume ». En 1669, Mlle de Paucy, femme de Bahut, seigneur de Saint-Sauveur, fait partie de la confrérie et est alliée avec les seigneurs de Paucy de Villaudric.
Le 10 juillet 1914, vers 14 heures, chute de la météorite de Saint-Sauveur, d'un poids d'environ 14 kilos, dans le champ de M. Esculié, qui en fit don au Muséum de Toulouse. Il s'agit d'une chondrite à enstatite de type EH 5,.

### Héraldique
| Saint-Sauveur | Son blasonnement est : D'argent embrassé à senestre de sinople |

## Politique et administration

### Administration municipale
Le nombre d'habitants au recensement de 2017 étant compris entre 1 500 habitants et 2 499 habitants, le nombre de membres du conseil municipal pour l'élection de 2020 est de dix-neuf,.

### Rattachements administratifs et électoraux
Commune faisant partie de la cinquième circonscription de la Haute-Garonne de la communauté de communes du Frontonnais et du canton de Villemur-sur-Tarn (avant le redécoupage départemental de 2014, Saint-Sauveur faisait partie de l'ex-canton de Fronton).

## Population et société

### Démographie
L'évolution du nombre d'habitants est connue à travers les recensements de la population effectués dans la commune depuis 1793. Pour les communes de moins de 10 000 habitants, une enquête de recensement portant sur toute la population est réalisée tous les cinq ans, les populations de référence des années intermédiaires étant quant à elles estimées par interpolation ou extrapolation. Pour la commune, le premier recensement exhaustif entrant dans le cadre du nouveau dispositif a été réalisé en 2006.

En 2022, la commune comptait 2 235 habitants, en évolution de +26,84 % par rapport à 2016 (Haute-Garonne : +8,02 %, France hors Mayotte : +2,11 %).
| 1793 | 1800 | 1806 | 1821 | 1831 | 1836 | 1841 | 1846 | 1851 |
| ---- | ---- | ---- | ---- | ---- | ---- | ---- | ---- | ---- |
| 342  | 379  | 412  | 448  | 443  | 436  | 443  | 432  | 420  |

| 1856 | 1861 | 1866 | 1872 | 1876 | 1881 | 1886 | 1891 | 1896 |
| ---- | ---- | ---- | ---- | ---- | ---- | ---- | ---- | ---- |
| 424  | 400  | 385  | 368  | 367  | 353  | 368  | 355  | 341  |

| 1901 | 1906 | 1911 | 1921 | 1926 | 1931 | 1936 | 1946 | 1954 |
| ---- | ---- | ---- | ---- | ---- | ---- | ---- | ---- | ---- |
| 319  | 328  | 301  | 230  | 205  | 202  | 209  | 203  | 256  |

| 1962 | 1968 | 1975 | 1982  | 1990  | 1999  | 2006  | 2011  | 2016  |
| ---- | ---- | ---- | ----- | ----- | ----- | ----- | ----- | ----- |
| 309  | 538  | 912  | 1 093 | 1 159 | 1 309 | 1 652 | 1 766 | 1 762 |

| 2021  | 2022  | - | - | - | - | - | - | - |
| ----- | ----- | - | - | - | - | - | - | - |
| 2 087 | 2 235 | - | - | - | - | - | - | - |

### Enseignement
Saint-Sauveur fait partie de l'académie de Toulouse.

### Écologie et recyclage
La collecte et le traitement des déchets des ménages et des déchets assimilés ainsi que la protection et la mise en valeur de l'environnement se font dans le cadre de la communauté de communes du Frontonnais.

## Économie

### Revenus
En 2018  (données Insee publiées en septembre 2021), la commune compte 645 ménages fiscaux, regroupant 1 725 personnes. La médiane du revenu disponible par unité de consommation est de 24 890 € (23 140 € dans le département).

### Emploi
|                | 2008  | 2013  | 2018  |
| -------------- | ----- | ----- | ----- |
| Commune        | 5 %   | 6,3 % | 8,4 % |
| Département    | 7,7 % | 9,6 % | 9,3 % |
| France entière | 8,3 % | 10 %  | 10 %  |

En 2018, la population âgée de 15 à 64 ans s'élève à 1 093 personnes, parmi lesquelles on compte 79,1 % d'actifs (70,8 % ayant un emploi et 8,4 % de chômeurs) et 20,9 % d'inactifs,. Depuis 2008, le taux de chômage communal (au sens du recensement) des 15-64 ans est inférieur à celui de la France et du département.
La commune fait partie de la couronne de l'aire d'attraction de Toulouse, du fait qu'au moins 15 % des actifs travaillent dans le pôle,. Elle compte 1 012 emplois en 2018, contre 930 en 2013 et 887 en 2008. Le nombre d'actifs ayant un emploi résidant dans la commune est de 781, soit un indicateur de concentration d'emploi de 129,6 % et un taux d'activité parmi les 15 ans ou plus de 61,5 %.
Sur ces 781 actifs de 15 ans ou plus ayant un emploi, 121 travaillent dans la commune, soit 16 % des habitants. Pour se rendre au travail, 92,6 % des habitants utilisent un véhicule personnel ou de fonction à quatre roues, 1,8 % les transports en commun, 1,9 % s'y rendent en deux-roues, à vélo ou à pied et 3,7 % n'ont pas besoin de transport (travail au domicile).

### Activités hors agriculture

#### Secteurs d'activités
199 établissements sont implantés  à Saint-Sauveur au 31 décembre 2019. Le tableau ci-dessous en détaille le nombre par secteur d'activité et compare les ratios avec ceux du département,.
| Secteur d'activité                                                                                        | Commune | Commune | Département |
| Secteur d'activité                                                                                        | Nombre  | %       | %           |
| --- | ------- | ------- | ----------- |
| Ensemble                                                                                                  | 199     | 100 %   | (100 %)     |
| Industrie manufacturière, industries extractives et autres                                                | 9       | 4,5 %   | (5,7 %)     |
| Construction                                                                                              | 52      | 26,1 %  | (12 %)      |
| Commerce de gros et de détail, transports, hébergement et restauration                                    | 58      | 29,1 %  | (25,9 %)    |
| Information et communication                                                                              | 6       | 3 %     | (4,1 %)     |
| Activités financières et d'assurance                                                                      | 5       | 2,5 %   | (3,8 %)     |
| Activités immobilières                                                                                    | 3       | 1,5 %   | (4,2 %)     |
| Activités spécialisées, scientifiques et techniques et activités de services administratifs et de soutien | 33      | 16,6 %  | (19,8 %)    |
| Administration publique, enseignement, santé humaine et action sociale                                    | 22      | 11,1 %  | (16,6 %)    |
| Autres activités de services                                                                              | 11      | 5,5 %   | (7,9 %)     |

Le secteur du commerce de gros et de détail, des transports, de l'hébergement et de la restauration est prépondérant sur la commune puisqu'il représente 29,1 % du nombre total d'établissements de la commune (58 sur les 199 entreprises implantées  à Saint-Sauveur), contre 25,9 % au niveau départemental.

#### Entreprises et commerces
Les cinq entreprises ayant leur siège social sur le territoire communal qui génèrent le plus de chiffre d'affaires en 2020 sont : 
- Syngenta France SAS, recherche-développement en biotechnologie (996 739 k€)
- Transports Locations Courcelle, transports routiers de fret de proximité (47 207 k€)
- SDTL, transports routiers de fret interurbains (13 625 k€)
- Cassin TP Voirie Bâtiment Terrassement, travaux de terrassement courants et travaux préparatoires (12 437 k€)
- Guima Sud Ouest, fabrication de carrosseries et remorques (8 244 k€)

Avec deux petites zones industrielles, la commune de Saint Sauveur est le troisième pilier économique de la communauté de communes du Frontonnais. En 2014 la commune comptait plus de 200 établissements actif pour, environ, 900 emplois.

### Agriculture
|               | 1988 | 2000 | 2010 | 2020 |
| ------------- | ---- | ---- | ---- | ---- |
| Exploitations | 18   | 9    | 7    | 4    |
| SAU (ha)      | 360  | 413  | 315  | 98   |

La commune est dans le Lauragais, une petite région agricole occupant le nord-est du département de la Haute-Garonne, dont les coteaux portent des grandes cultures en sec avec une dominante blé dur et tournesol. En 2020, l'orientation technico-économique de l'agriculture  sur la commune est la culture de céréales et/ou d'oléoprotéagineuses. Quatre exploitations agricoles ayant leur siège dans la commune sont dénombrées lors du recensement agricole de 2020 (18 en 1988). La superficie agricole utilisée est de 98 ha,,.

## Culture locale et patrimoine

### Lieux et monuments
- Le monument aux Morts
- L'église Saint-Sauveur

L'édifice date de 1127. Le comte de Toulouse l'a donné à l'abbaye de Saint-Sernin, qui la comprenait encore dans sa juridiction à la fin du XVIIe siècle. C'est un édifice à nef unique, chevet semi-circulaire, et deux chapelles latérales. Clocher à arcades sur la façade ouest (cinq arcades sur trois niveaux). Les décors intérieurs datent XVIIIe siècle. Elle est inscrite à l'inventaire des monuments historiques depuis 1979.

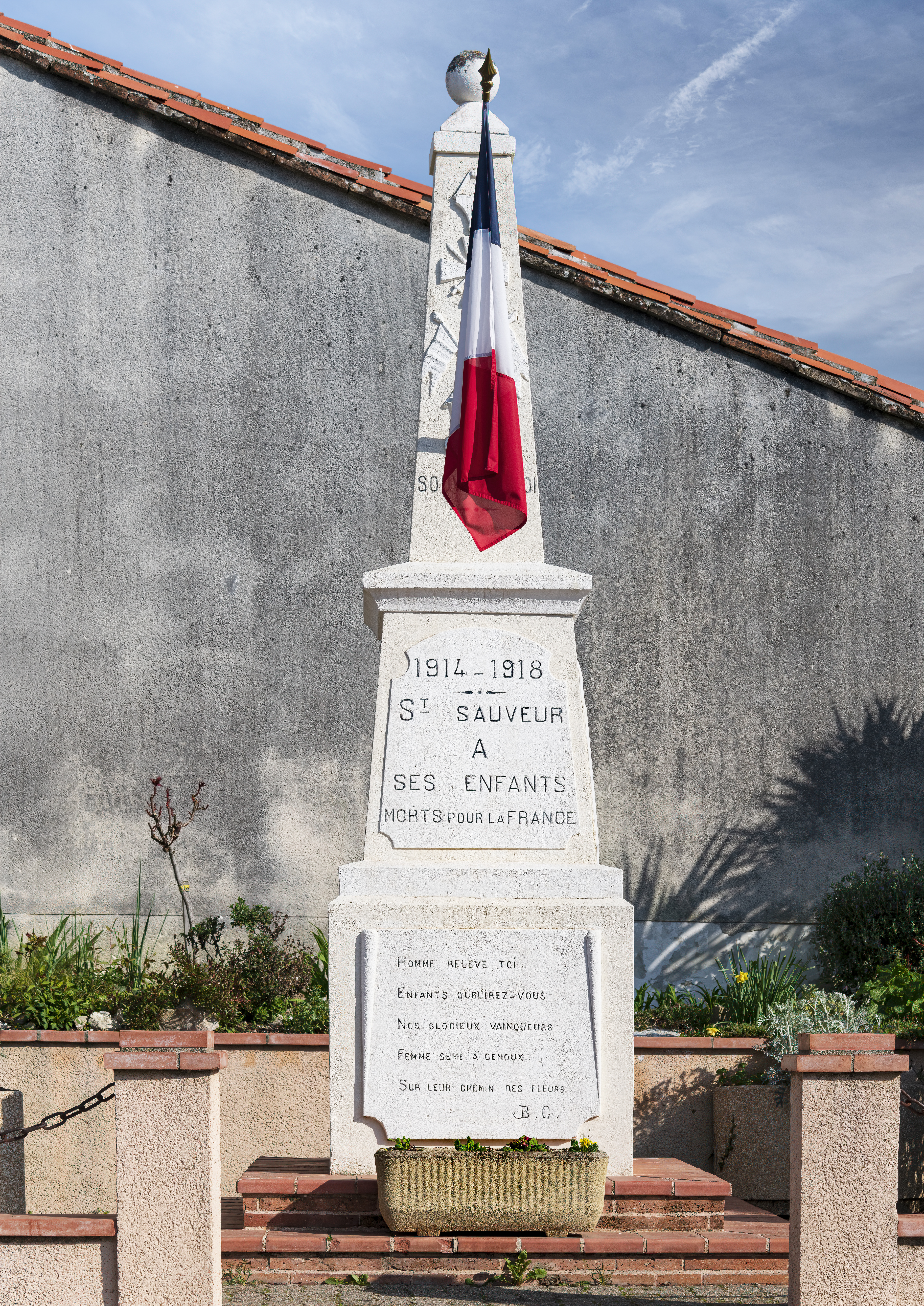
Le monument aux morts.
Le clocher-mur.
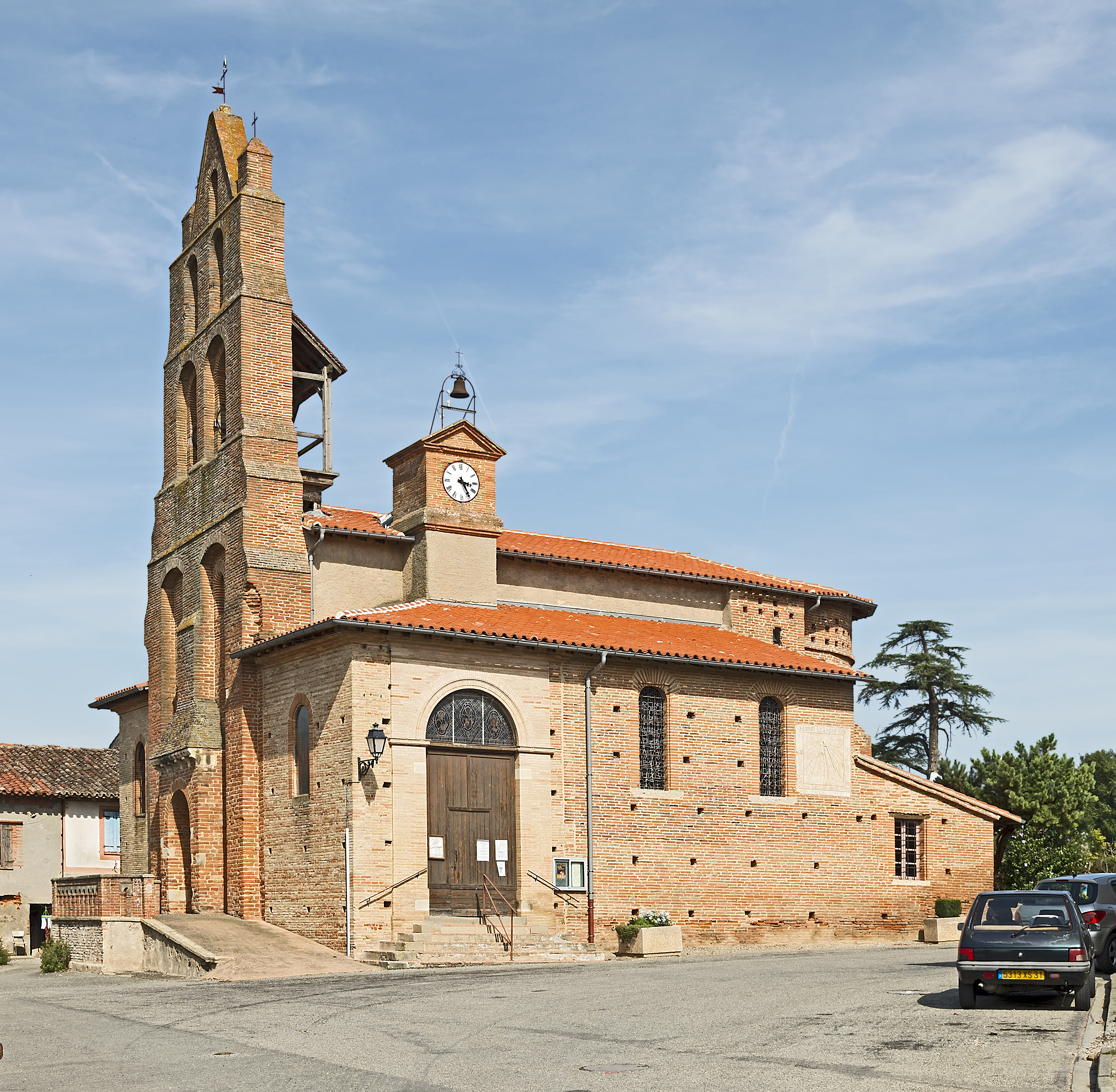
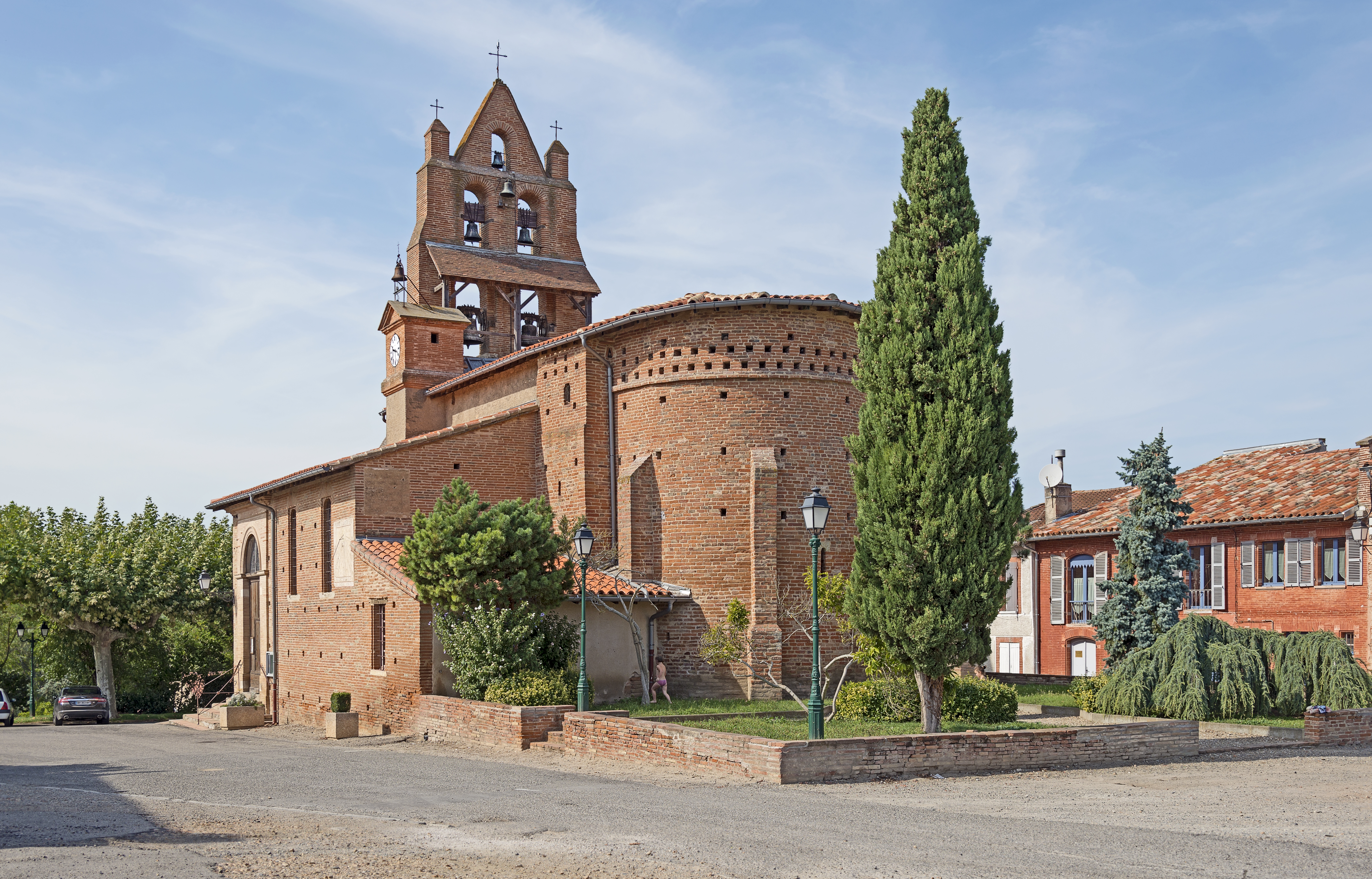
L'abside.
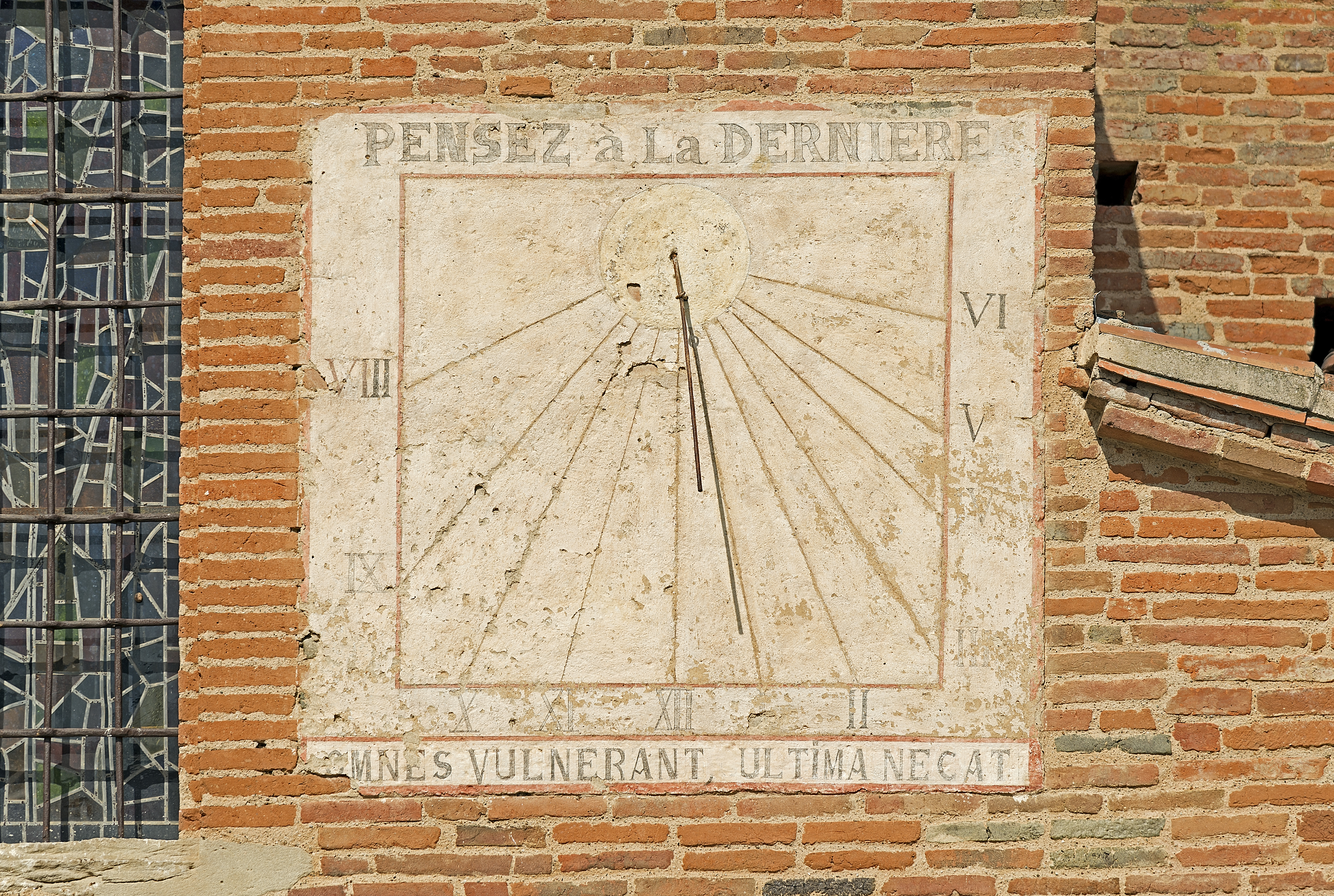
Le cadran solaire.
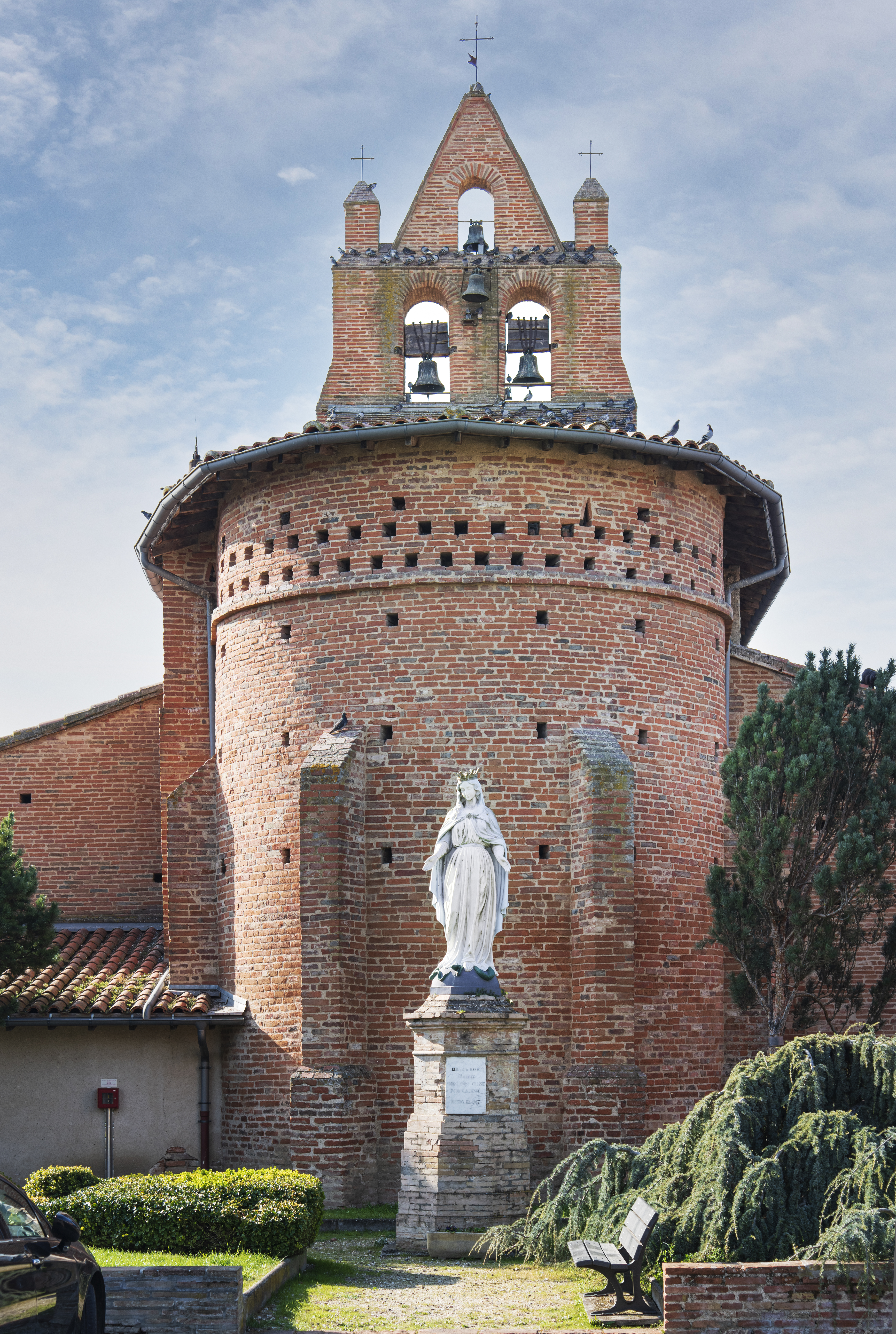
Statut en fonte de Notre-Dame des Missions 1867.

### Personnalités liées à la commune
Charles Mouly y a résidé une dizaine d'années. L'école publique du village a été baptisée à son nom.